# Amélie Bonnin
Amélie Bonnin, est une réalisatrice, scénariste et directrice artistique française, née en 1985 à Châteauroux.
En 2023, elle reçoit un César du meilleur court métrage pour Partir un jour. En 2025, elle adapte son court en long métrage : Partir un jour est retenu pour faire l'ouverture du festival de Cannes.

## Biographie
Amélie Bonnin naît à Châteauroux en 1985.  Ses parents travaillent dans la banque, sa famille maternelle est issue d'une famille d’artisans bouchers de père en fils, héritage familial dont elle tirera en 2012 un documentaire de 52 minutes diffusé sur Arte, La mélodie du boucher.
Elle passe un baccalauréat option théâtre. Avec une amie d'enfance, Aurélie Charon, future journaliste et animatrice de radio, elle monte à Paris et poursuit ses études à l'école d’art Olivier-de-Serres, puis à l’Université du Québec à Montréal, où elle se perfectionne en graphisme et devient directrice artistique. 
En 2016, elle s’inscrit à La Fémis pour se former à l’écriture de scénario, tout en continuant à travailler dans une agence de communication, puis pour une revue trimestrielle féministe, La Déferlante.
En 2017, elle réalise un second documentaire, La Bande des Français, pour France 3, co-réalisé avec Aurélie Charon. 
En 2021, elle sort un premier court-métrage de fiction, musical, intitulé Partir un jour, qui lui vaut de se voir décerner un César du meilleur court métrage de fiction. Elle déclare sur scène, lors de la cérémonie de remise des César : « J'ai 40 ans, des cheveux blancs et tout commence ». Elle s'adresse également à ses deux fils : « Les gars, il n’y a pas que Mbappé qui peut ramener la Coupe à la maison ! »,
Elle reprend ensuite le même titre pour réaliser un long métrage sur le même thème, avec des variantes et compléments,. Parmi la distribution, on trouve les comédiens Juliette Armanet, Bastien Bouillon et François Rollin, qui jouaient déjà dans le court métrage homonyme, et elle fait également tourner Tewfik Jallab, Dominique Blanc, Mhamed Arezki, et Amandine Dewasmes. Comme pour le court, elle coécrit le scénario du long métrage avec Dimitri Lucas. Partir un jour est sélectionné pour faire l'ouverture du festival de Cannes 2025,. Elle devient ainsi la quatrième réalisatrice à faire l’ouverture du Festival de Cannes. C'est également la première fois qu'un premier long métrage est retenu comme film d'ouverture du festival.

## Filmographie
Sauf indication contraire, les informations mentionnées dans cette section peuvent être confirmées par les bases de données cinématographiques  présentes dans la section « Liens externes ».
- 2012 : La Mélodie du boucher (téléfilm documentaire)
- 2017 : La Bande des Français (téléfilm documentaire) - coréalisé avec Aurélie Charon
- 2021 : Partir un jour (court métrage)
- 2023 : Parlement (série télévisée), saison 3 :
  - Épisode 5, Super pro Brexit
  - Épisode 6, Riders
  - Épisode 7, You shall not pass
- 2025 : Partir un jour (long métrage)

## Distinctions
Sauf indication contraire, les informations mentionnées dans cette section peuvent être confirmées par les bases de données cinématographiques  présentes dans la section « Liens externes ».

### Récompenses
- Festival Off-Courts 2021 : prix du public région Normandie pour Partir un jour[7]
- Festival international du court métrage de Clermont-Ferrand 2022 : prix du public pour Partir un jour
- César 2023 : meilleur court métrage pour Partir un jour
- Festival du Film de Cabourg 2025: Swann d'or de la meilleure réalisation pour Partir un jour

### Sélections
- Festival international du court métrage de Clermont-Ferrand 2022 : en compétition pour le Grand Prix de la sélection nationale pour Partir un jour
- Festival de Cannes 2025 : film d'ouverture et en compétition pour la Caméra d'or pour Partir un jour